# Акустическая панель

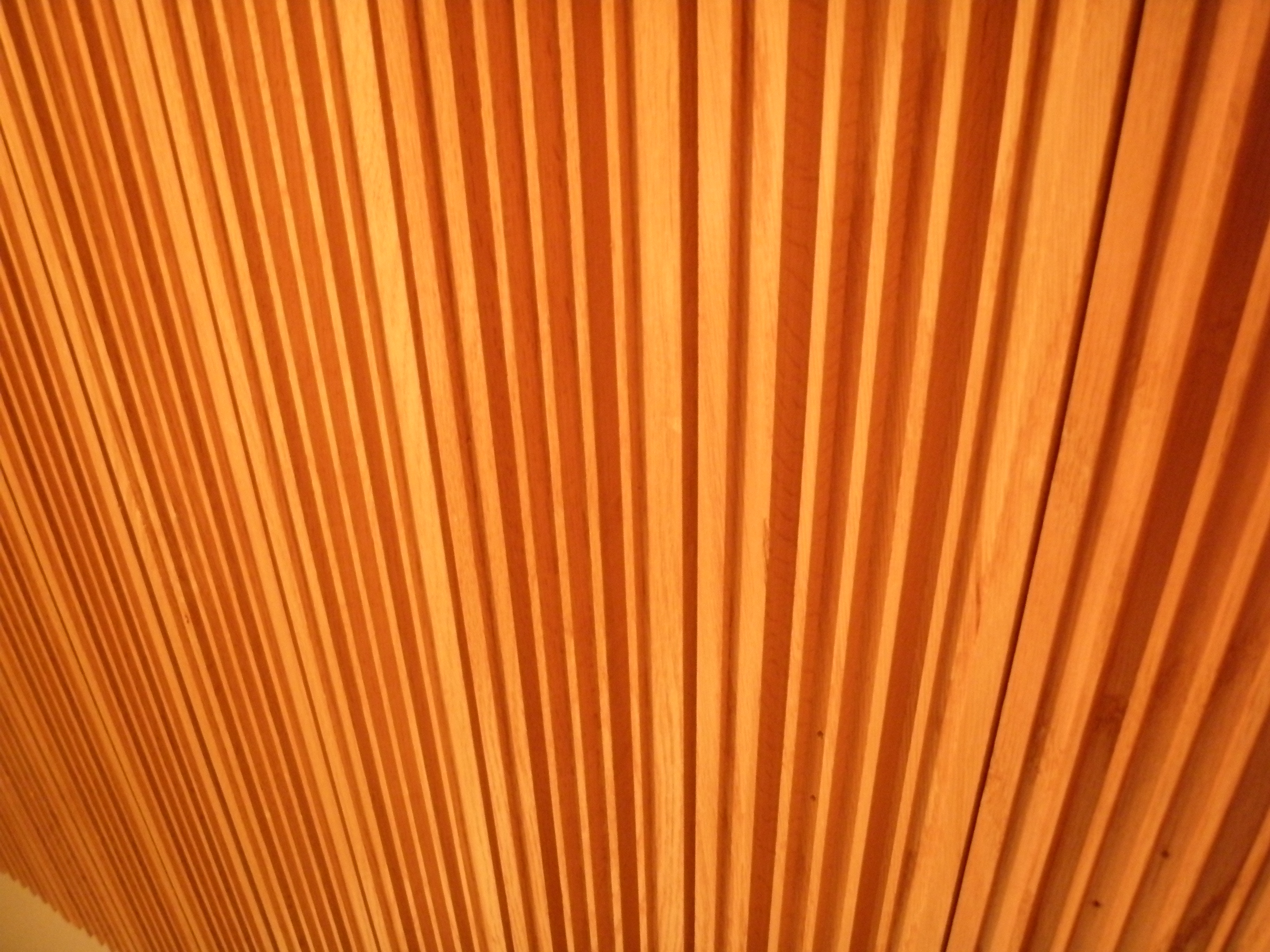
Звукоизоляция в студийной изолирующей кабине

Акустическая панель — панель (доска) из звукопоглощающих материалов, предназначенная для обеспечения звукоизоляции. Между двумя внешними стенами вставлен звукопоглощающий материал, сама стена пористая. Таким образом, когда звук проходит через акустическую панель, интенсивность звука уменьшается. Потеря звуковой энергии компенсируется производством тепловой энергии.

## Применение
Такие панели используются в аудиториях, холлах, комнатах для семинаров, библиотеках, судах и везде, где требуется звукоизоляция. Акустические панели также используются в акустических коробках.